# Niccolò Antonelli
Niccolò Antonelli (* 23. Februar 1996 in Cattolica) ist ein italienischer Motorradrennfahrer, der zuletzt in der Moto2-Klasse der Motorrad-Weltmeisterschaft für das Mooney VR46 Racing Team an den Start ging.

## Karriere

### Anfangsjahre
Niccolò Antonelli, dessen Vater Igor bereits Motorradrennfahrer war, begann seine Laufbahn 2004 in einer Minimoto-Serie. Im Folgejahr wurde er Minimoto-Europameister in der Kategorie Junior A. 2006 stieg Antonelli in die Junior-B-Klasse auf und gewann dort im Jahr 2007 mehrere Meisterschaften, darunter auch die weltweite Serie. 2008 wurde er Italienischer Meister in der Klasse MiniGP Junior 50. 2009 startete er in der Kategorie Metrakit 125 der katalanischen und der Mittelmeermeisterschaft. In der Saison 2010 nahm Antonelli am Red Bull MotoGP Rookies Cup teil und schloss diesen auf dem achten Gesamtrang ab. Außerdem wurde er Sechster in der 125-m³-Klasse der italienischen Meisterschaft. 2011 wurde er Italienischer Meister der Achtelliterklasse und schloss die spanische 125-cm³-Meisterschaft als Vierter ab.

### Moto3-Klasse
2012 gab Niccolò Antonelli sein Debüt in der Motorrad-Weltmeisterschaft. Er konnte auf Honda im Team San Carlo Gresini Moto3 von Fausto Gresini mehrere Top-Ten-Platzierungen einfahren, unter anderem den vierten Platz beim Großen Preis von Frankreich in Le Mans.
Die darauffolgenden Jahre 2013 und 2014 waren für Antonelli sehr von Stürzen und stagnierenden Leistungen geprägt.
In der Saison 2015, seiner vierten in der Moto3-WM, konnte Niccolò Antonelli beim Großen Preis von Tschechien in Brünn sein erstes Podest und sogleich seinen ersten Sieg feiern. Nach zwei darauffolgenden dritten Plätzen errang er seinen zweiten Saisonsieg beim Grand Prix von Japan in Motegi.
Nach seinem Auftaktsieg in Katar 2016 galt Antonelli als einer der Titelkandidaten, konnte diese Erwartungen aber durch Stürze und unzureichende Leistungen nicht erfüllen und fiel bis Saisonende auf den elften WM-Rang zurück.
Zur Saison 2017 wechselte er ins Team Red Bull KTM Ajo und ersetzte dort den in die Moto2-Klasse aufsteigenden Brad Binder. Die Saison verlief enttäuschend, er fuhr lediglich 38 Punkte ein, über die Hälfte davon mit einem zweiten Platz beim Großen Preis von Australien, und wurde 18. im Endklassement. Im teaminternen Duell gegen Bo Bendsneyder zog er den Kürzeren.
2018 wechselte er zu SIC58 Squadra Corse, dem offenziellen Team Paolo Simoncellis, dem Vater des verstorbenen Marco Simoncelli und fuhr seitdem an der Seite des Japaners Tatsuki Suzuki. Obwohl ihm 2018 keine Podestplätze gelangen, lief die Saison dennoch besser als 2017, er fuhr 71 Punkte ein und schloss die Saison als 15. ab. 2019 gelang Antonelli beim Großen Preis von Spanien sein insgesamt vierter Moto3-Sieg, was auch zu einem Doppelsieg fürs Team wurde aufgrund eines zweiten Platzes von Suzuki. Es war der einzige Podestplatz für den Italiener in dieser Saison und zudem musste er verletzungsbedingt vier Rennen auslassen, dennoch schloss er die Saison als Siebter mit 128 Punkten ab.
Die Saison 2020 begann mit Antonelli mit einer weiteren Verletzung (beim Motocross), aufgrund der er den Saisonauftakt, den Großen Preis von Katar auslassen musste. Beim zweiten Saisonrennen in Spanien kehrte er auf die Strecke zurück und beendete das Rennen als Neunter. Er stand klar in Suzukis Schatten und wurde lediglich WM-19.
Saison 2021 fährt Antonelli seine insgesamt zehnte Saison in Folge und wechselte abermals den Rennstall, diesmal zu Esponsorama Racing, was eine Rückkehr zu KTM bedeutet. Sein Teamkollege ist der Spanier Carlos Tatay. Überraschenderweise konnte Antonelli an seine Leistungen von 2019 zurückkehren und ist nach vier Jahren WM-Zweiter.

## Statistik

### Erfolge
- 2011 – Italienischer 125-cm³-Meister auf Aprilia
- 4 Grand-Prix-Siege

### In der Motorrad-Weltmeisterschaft
(Stand: Saisonende 2022)
| Saison | Klasse | Team                      | Motorrad          | Rennen | Siege | Zweiter | Dritter | Poles | Schn. Runden | Punkte | Ergebnis |
| ------ | ------ | ------------------------- | ----------------- | ------ | ----- | ------- | ------- | ----- | ------------ | ------ | -------- |
| 2012   | Moto3  | San Carlo Gresini Moto3   | Honda / FTR-Honda | 16     | –     | –       | –       | –     | –            | 77     | 14.      |
| 2013   | Moto3  | GO&FUN Gresini Moto3      | FTR-Honda         | 17     | –     | –       | –       | –     | –            | 47     | 16.      |
| 2014   | Moto3  | GO&FUN Junior Team Moto3  | KTM               | 18     | –     | –       | –       | 1     | –            | 68     | 14.      |
| 2015   | Moto3  | Ongetta-Rivacold          | Honda             | 18     | 2     | –       | 2       | 2     | 2            | 174    | 5.       |
| 2016   | Moto3  | Ongetta-Rivacold          | Honda             | 17     | 1     | –       | –       | 1     | –            | 91     | 11.      |
| 2017   | Moto3  | Red Bull KTM Ajo          | KTM               | 16     | –     | 1       | –       | –     | –            | 38     | 18.      |
| 2018   | Moto3  | SIC58 Squadra Corse       | Honda             | 16     | –     | –       | –       | 1     | –            | 71     | 15.      |
| 2019   | Moto3  | SIC58 Squadra Corse       | Honda             | 15     | 1     | –       | –       | 3     | 2            | 128    | 7.       |
| 2020   | Moto3  | SIC58 Squadra Corse       | Honda             | 14     | –     | –       | –       | –     | –            | 40     | 19.      |
| 2021   | Moto3  | Avintia Esponsorama Moto3 | KTM               | 16     | –     | 2       | 2       | 1     | –            | 152    | 6.       |
| 2022   | Moto2  | Mooney Racing Team VR46   | Kalex             | 20     | –     | –       | –       | –     | –            | 0      | 36.      |
| Gesamt | Gesamt | Gesamt                    | Gesamt            | 183    | 4     | 3       | 4       | 9     | 4            | 886    |          |

Grand-Prix-Siege
| Saison | Klasse | Rennen           |
| ------ | ------ | ---------------- |
| 2015   | Moto3  | Tschechien Japan |
| 2016   | Moto3  | Katar            |
| 2019   | Moto3  | Spanien          |

## Verweise